# キャロライン・ウェルズ
キャロライン・ウェルズ（Carolyn Wells, 1862年6月18日 - 1942年3月26日）は、アメリカ合衆国出身の詩人・小説家。「フレミング・ストーン」を主人公にした長編推理小説を70作も書いたことで知られる。

## 生涯
1862年6月18日、アメリカのニュージャージー州ローウェイにウイリアムおよびアンナ・ウェルズの娘として生まれ、ローウェイ図書館の司書を務めた。当初は詩人として詩集『スフィンクスのサイン』（At the Sign of the Sphinx ）を処女作として1896年にデビューした。1909年に発表した長編『手がかり』（The Clue ）からはじまる私立探偵フレミング・ストーンのの生みの親として知られている。

## 主な著作

### フレミング・ストーンもの
- The Clue (1909年)　ストーン初登場の第１長編。 『手がかり』
- The Gold Bag (1911年)　第２長編。ただし、ストーンは脇役で物語最後で登場するのみ。『金の鞄』
- A Chain of Evidence (1912年)　『証拠の連鎖』
- The Maxwell Mystery (1913年) 『マクスウェルの謎』
- The The Curved Blades (1915年)　『曲がった刃』
- The Diamond Pin (1919年) 『ダイヤモンドのピン』
- Feathers Left Around (1923年)
- The Furthest Fury (1924年)
- The Bronze Hand (1926年)　『ブロンズの手』
- The Umbrella Murder (1931年) 『雨傘殺人事件』
- The Roll-Top Desk Mystery (1932年)
- Eyes in the Wall (1934年)　『壁に目あり』
- In the Tiger's Cage (1936年)　『虎の檻』
- Murder On Parade (1940年) 『パレード殺人事件』

### シャーロック・ホームズのパロディ（名探偵協会もの）作品
- The Adventure of the Clothes-Line (1925年) 『洗濯ひもの冒険』[5]
- Sure Way to Catch Every Criminal. Ha! Ha!　(1926年)『犯罪者捕獲法奇譚』[6]
- The Adventure of Mona Lisa (1927年)『モナリザの冒険』

### ノン・シリーズ
- The Bride of a Moment (1916年)
- The Fourteenth Key  (1924年)『14番目の鍵』
- The skeleton at the feast (1930年)『饗宴の骸骨』[7]

### 詩集
- At the Sign of the Sphinx (1896年)『スフィンクスのサイン』